# Карпиловка (Луцкий район)
Карпиловка (укр. Карпилівка) — село в Цуманской поселковой общине Луцкого района Волынской области Украины.
До 2020 года входило в Киверцовский район.
Код КОАТУУ — 0721883801. Население по переписи 2001 года составляет 1699 человек. Почтовый индекс — 45232. Телефонный код — 3365. Занимает площадь 2,75 км².